# Международная социалистическая левая (Германия)
«Международная социалистическая левая», МСЛ (нем. Die internationale sozialistische linke, isl) — троцкистская политическая организация в Германии, одна из двух секций Четвёртого интернационала.

## Общие принципы и деятельность
"Международная социалистическая левая" являются одной из двух организаций, которые образовались из числа членов Четвёртого интернационала в Объединённой социалистической партии (ОСП). МСЛ причисляют себя к троцкистам. Вместе с Революционной социалистической лигой (РСЛ) образуют немецкую часть Четвёртого интернационала. Штаб-квартира находится в Кёльне.
Организация была основана в 2001 году. Преемственность с предшествующими организациями, — ММГ и МКГ, — символизирует, в том числе, фигура Якоба Монеты. Согласно данным Федеральной службы по защите конституции МСЛ рассматривается как левоэкстремистская организация, в которой имеется около 60 человек, активных в 15 городах и регионах. Они стоят на позиции «недогматического открытого марксизма».

## Работа в партии «Левая»
Отдельные функционеры МСЛ активно сотрудничали с партией «Труд и социальная справедливость — Избирательная альтернатива» (ВАСГ) и антиглобалистским движением. После слияния ВАСГ и Левой партии/ПДС в партию «Левая», члены МСЛ сотрудничают с ней. В 2006 году МСЛ стали инициаторами подписания Манифеста антикапиталистических левых, вокруг которого сформировалось течение «Антикапиталистическая левая» внутри партии «Левая». Член МСЛ Тиес Глейсс является координатором «Антикапиталистической левой» и до 2010 года входил в состав правления «Левой». С 2010 года в составе правления партии находится член МСЛ, депутат ландтага Северного Рейна-Вестфалии Вольфганг Циммерманн.

## Издания
МСЛ не издают собственной газеты, а участвуют в издании и распространении газеты «Sozialistische Zeitung», выходящей ежемесячно. Совместно с РСЛ издают немецкоязычный журнал Четвёртого интернационала «Inprekorr».